# سيغفريد كولر (دراج)
سيغفريد كولر (بالألمانية: Siegfried Köhler) مواليد 6 أكتوبر 1935 في فورست، براندنبورغ، ألمانيا، هو دراج ألماني في صنف سباق الدراجات على المضمار. شارك في دورة الألعاب الأولمبية الصيفية وفاز بميدالية أولمبية.

## الميداليات
| الميدالية | المسابقة                       |
| --------- | ------------------------------ |
| فضية      | الألعاب الأولمبية الصيفية 1960 |

## روابط خارجية
- سيغفريد كولر على موقع أرشيف الدراجات (الإنجليزية)
- سيغفريد كولر على موقع أوليمبيديا (الإنجليزية)